# Porto Azzurro
Porto Azzurro er en kommune i provinsen Livorno i den italienske region Toscana; Den ligger på øen Elba, der ligger omkring 130 km sydvest for Firenze og omkring 90 km syd for Livorno. Den hed tidligere Porto Longone, og i 1557 gav Iacopo VI Appiani, Prins af Piombino, Spanien ret til at bygge en fæstning der, så den blev overført til staten Presidi, at den blev en direkte besiddelse under Spaniens krone. Staten havde kun guvernører sendt af den centrale spanske regering først og derefter østrigske. I 1801 etablerede Napoleon Kongeriget Etrurien .  Til sidst blev den overført til Storhertugdømmet Toscana.